# VMAT-203
203ème Escadron d'entraînement d'attaque (USMC)
Le Marine Attack Training Squadron 203 ou VMAT-203, connu sous le nom de Hawks, était un escadron d'entraînement sur le AV-8B Harrier du Corps des Marines des États-Unis basé à Marine Corps Air Station Cherry Point en Caroline du Nord. L'escadron relevait du commandement de Marine Aircraft Group 14 (MAG-14) et la 2nd Marine Aircraft Wing (2nd MAW).

## Historique

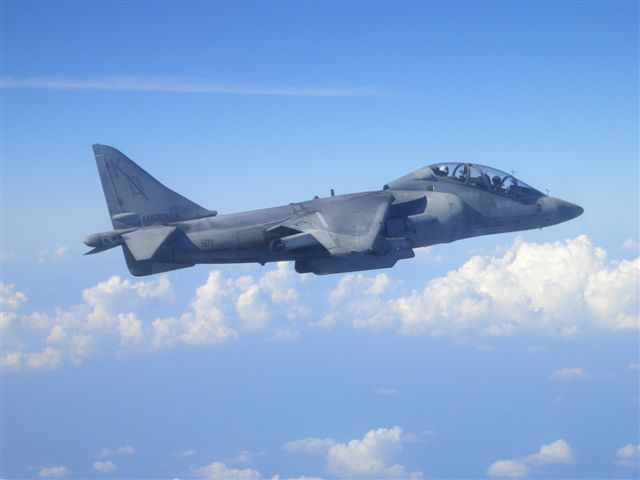
Un TAV-8B Harrier II biplace de VMAT-203 en vol

Le VMT-1 a commencé en 1947 en tant qu'escadron indépendant et est devenu peu de temps après une partie du Marine Training Group 20. En 1958, le VMT-1 est redevenu un escadron distinct de la 2nd Marine Aircraft Wing. Équipé du TF-9J Cougar et du T-33 Shooting Star, il a dispensé une formation aux pilotes navals.
Dès 1967, le VMT-1 a été équipé du A-4 Skyhawk et,
en mai 1972, l'escadron a été renommé VMAT-203. Il a été chargé de former des équipages de remplacement au service de la Fleet Marine Force.
L'arrivée de l'aviation V/STOL a institué une autre ère pour le VMAT-203 qui est devenu l'escadron d'entraînement AV-8A/C Harrier II dans le cadre du Marine Aircraft Group 32 (en).